# Chigasaki
Chigasaki (茅ヶ崎市, Chigasaki-shi) és una ciutat de la prefectura de Kanagawa, al Japó. Chigasaki és un port important on la base econòmica és el mar, i serveix com a ciutat dormitori per a Tòquio i Yokohama. La seva població estimada l'any 2014 és de 237.384 habitants, i té una àrea total de 35,71 km².

## Geografia
Chigasaki està situada a la badia de Sagami, amb el riu Sagami fent de frontera amb l'oest, on es troba la ciutat veïna de Hiratsuka.

## Història
L'àrea dels voltants de Chigasaki ha estat habitada des de temps prehistòrics. En l'inici del període Edo aquesta àrea fou usada en gran part per a terres de cultiu. La carretera que connectava Edo amb Kioto passava a través de l'actual Chigasaki, però sense cap estació de correu. La zona era part del territori tenryō del shogunat Tokugawa.
El 1898 el ferrocarril connectà l'estació de Chigasaki amb Tòquio i Osaka, fet que impulsà el desenvolupament de la zona. L'any 1908 la vila de Chigasaki, prèviament part del districte de Kōza, fou elevada a estatus de poble; i l'1 d'octubre de 1947 esdevingué una ciutat.
El 1989 va superar els 200.000 habitants, i l'1 d'abril de 2003 esdevingué ciutat especial amb major autonomia local.